# Municipio de Edison (Nueva Jersey)
El municipio de Edison (en inglés: Edison Township) es un municipio ubicado en el condado de Middlesex en el estado estadounidense de Nueva Jersey. En el año 2010 tenía una población de 99,967 habitantes y una densidad poblacional de 1,257 personas por km².

## Geografía
El municipio de Edison se encuentra ubicado en las coordenadas 40°32′18″N 74°22′43″O / 40.53833, -74.37861.

## Demografía
Según la Oficina del Censo en 2007 los ingresos medios por hogar en el municipio eran de $80,581 y los ingresos medios por familia eran $92,451. Los hombres tenían unos ingresos medios de $53,303 frente a los $36,829 para las mujeres. La renta per cápita para la localidad era de $30,148. Alrededor del 4.8% de la población estaba por debajo del umbral de pobreza.